# Оксид диспрозия(III)
Оксид диспрозия(III) — бинарное неорганическое соединение, 
диспрозия и кислорода с формулой Dy2O3,
белые кристаллы,
не растворяется в воде.

## Получение
- Разложение оксалата или нитрата диспрозия(III):

{\displaystyle {\mathsf {Dy_{2}(C_{2}O_{4})_{3}\ {\xrightarrow {800^{o}C}}\ Dy_{2}O_{3}+3CO_{2}+3CO}}}
{\displaystyle {\mathsf {4Dy(NO_{3})_{3}\ {\xrightarrow {800^{o}C}}\ 2Dy_{2}O_{3}+12NO_{2}+3O_{2}}}}

## Физические свойства
Оксид диспрозия(III) образует белые (иногда желтоватые), слегка гигроскопичные кристаллы двух модификаций:
- α-Dy2O3, кубическая сингония, пространственная группа I a3, параметры ячейки a = 1,0665 нм, Z = 16;
- β-Dy2O3, моноклинная сингония, пространственная группа C 2/m, параметры ячейки a = 1,397 нм, b = 0,3519 нм, c = 0,8661 нм, β = 100°, Z = 4.

Не растворяется в воде.

## Применение
- Цена на оксид диспрозия ≈1500$/кг.
- Используется в управляющих стержнях ядерных реакторов как нейтронопоглощающий материал.
- Оксид диспрозия применяется в производстве сверхмощных магнитов.